# Organización territorial de Togo
La República Togolesa se divide primariamente en cinco regiones, que a su vez se subdividen en 30 prefecturas más la comuna de Lomé.
Regiones de Togo:
| Región       | Extensión (km²) | Capital  |
| ------------ | --------------- | -------- |
| 1. Marítima  | 6.395           | Lomé     |
| 2. Altiplano | 16.974          | Atakpamé |
| 3. Central   | 13.182          | Sokodé   |
| 4. Kara      | 11.631          | Kara     |
| 5. Sabana    | 8.603           | Dapaong  |
| Togo         | 56.785          | Lomé     |